# Leonidas Kavakos
Leonidas Kavakos (født 30. oktober 1967 i Athen) er en græsk violinist og dirigent.

## Historie
Kavakos voksede op i Athen i en musikalsk familie. Som 12-årig blev han som den yngste nogensinde, optaget i EU’s ungdomsorkester. Da Kavakos var 21-årig gammel, havde han allerede vundet tre violinkonkurrencer, heriblandt Sibelius-konkurrencen. Leonidas Kavakos blev derefter den første som indspillede Sibelius Violinkoncert i den originale version. Albummet der også indeholder den senere endelige version, blev tildelt Gramophone prisen ”Concert of the Year” i 1991.
I januar 2017 bliver han tildelt Léonie Sonnings Musikpris på 100.000 euro.